# Данило Анђушић
Данило Анђушић (Београд, 22. април 1991) српски је кошаркаш. Игра на позицији бека, а тренутно наступа за Дубаи.

## Биографија
Прве битније кошаркаше кораке начинио је са 15 година прикључивањем омладинској школи Хемофарма. Са овим клубом потписује и први сениорски уговор 2009. године, али одмах након тога бива прослеђен на позајмицу Мега Визури, у чијим редовима игра први део Кошаркашке лиге Србије 2009/10. Од марта 2010. поново је у Хемофарму у ком остаје до краја те сезоне, као и читаву наредну.
У септембру 2011. потписао је четворогодишњи уговор са Партизаном. У сезони 2011/12. са овим клубом осваја национално првенство као и Куп Радивоја Кораћа, чијег је финала био најкориснији играч. У децембру 2012. раскинуо је уговор са Партизаном, незадовољан статусом у тиму и малом минутажом у игри. У фебруару 2013. проналази нови ангажман и потписује за италијански Виртус из Болоње. У октобру исте године Виртус га је позајмио шпанском Ваљадолиду у коме је играо до краја 2013/14. сезоне. У наредној 2014/15. сезони играо је за Билбао.
У октобру 2015. године вратио се у Партизан потписавши краткорочни уговор. Након истека уговора, 30. децембра 2015, постао је слободан играч. Почетком јануара 2016. потписао је за пољски Анвил Влоцлавек до краја те сезоне. У септембру 2016. постао је члан руске Парме да би 7. фебруара 2017. прешао у УНИКС Казањ. У новембру 2018. прешао је у Игокеу у којој је провео остатак такмичарске 2018/19. У септембру 2019. потписао је уговор са француским Бургом. Провео је две сезоне у овом клубу, а током друге је био најбољи стрелац француске Про А лиге и уврштен је и у идеалну петорку сезоне. У сезони 2021/22. наступао је за евролигаша Монако. Крајем јуна 2022. године вратио се у кошаркашки клуб Партизан.
У млађим репрезентативним категоријама освојио је по злато на Европским првенствима до 16 (2007.) и до 18 година (2009.). Са сениорима је наступао на Европском првенству 2013. у Словенији.

## Остало
Од 2015. године је у браку са првакињом у стрељаштву Иваном Максимовић.

## Успеси

### Клупски
- Партизан:
  - Првенство Србије (1): 2011/12.
  - Куп Радивоја Кораћа (1): 2012.
  - Јадранска лига (1): 2022/23.
- Игокеа:
  - Куп Босне и Херцеговине (1): 2019.

### Репрезентативни
- Европско првенство до 16 година:
  -  2007.
- Европско првенство до 18 година:
  -  2009.

### Појединачни
- Најкориснији играч финала Купа Радивоја Кораћа (1): 2012.